# Marianne Gast
Marianne Gast (Alemania, 1910 - Colonia, Alemania, 1958), fue una fotógrafa y escritora alemana, radicada en México desde finales de la década de 1940.

## Biografía
Marianne Gast nació en Alemania en 1910. Su trabajo se centró en la labor fotográfica desde 1936 en su país natal, y posteriormente en Francia, donde comenzó a consolidarse. Las características de su trabajo en esta primera etapa fue la fotografía de transeúntes en espacios urbanos. Algunas de estas tomas se publicaron en el diario francés Le Fígaro.
En 1940, se trasladó a Marruecos. En algunos viajes a España, tuvo ocasión de conocer al artista alemán Mathias Goeritz, quien en ese momento impartía clases de alemán en Granada. En 1942 contrajo nupcias con el escultor, y con quien permanecería casada hasta su muerte en 1958. Junto con él, viajaría a España, Chile y México, donde comenzaría a cambiar su estética, enfocándose en el paisaje arquitectónico. A partir de este momento, gran parte de su obra se centraría en documentar el trabajo de su esposo, ya fuera desde algunos cuadros en pequeño formato, hasta las torres de Satélite.
Marianne Gast falleció a la edad de 48 años, a causa de un tumor cerebral en Colonia, Alemania.